# Spanische Literatur
Der Begriff Spanische Literatur umschreibt alle prosaischen, lyrischen, dramatischen oder anderweitig literarischen Werke, die in Spanien und in der kastilischen Sprache entstanden sind. In einer weiten Fassung des Begriffs könnten die regionalsprachliche Literatur Spaniens, die lateinamerikanischen Literaturen sowie die Literaturen anderer ehemaliger spanischer Kolonien dazugerechnet werden, die in diesem Artikel nicht behandelt werden.

## Mittelalter
Einen frühen Beleg des Erscheinens Volkssprachen kultivierter Dichtkunst im mittelalterlichen lateinischen Europa verkörpern im frühmittelalterlichen Spanien der Maurenherrschaft ab dem 11. Jahrhundert die so genannten „Jarchas“. Es handelt sich um in altkastilischer Sprache verfasste Schlusszeilen von ansonsten in klassischem Arabisch (oder auf Hebräisch) gehaltener Gedichtstrophen (Gattung „Muwaschschah“). Sie belegen das Zusammenwirken der drei Kulturen in der spanische Frühzeit. Auch die späte lateinische Literatur lässt viele Erzählstoffe aus dem arabisch-persischen Raum und eine eher säkularisierte als explizit christliche Ethik erkennen. Eine vollwertige volkssprachliche Literatur auf der Iberischen Halbinsel entstand erst im Hochmittelalter; zunächst handelte es sich meist um Übertragungen dieser Stoffe aus dem Lateinischen durch die Übersetzerschule von Toledo unter Alfons X. (dem Weisen) im 13. Jahrhundert, der auch mit der Primera crónica general ein erstes Geschichtswerk Spaniens verfasste. In Toledo wurde erstmals auch die Vulgata ins Kastilische übersetzt. Christliche Heiligenlegenden und christlich Ethik finden sich bei dem ersten namentlich bekannten spanischen Dichter Gonzalo de Berceo.

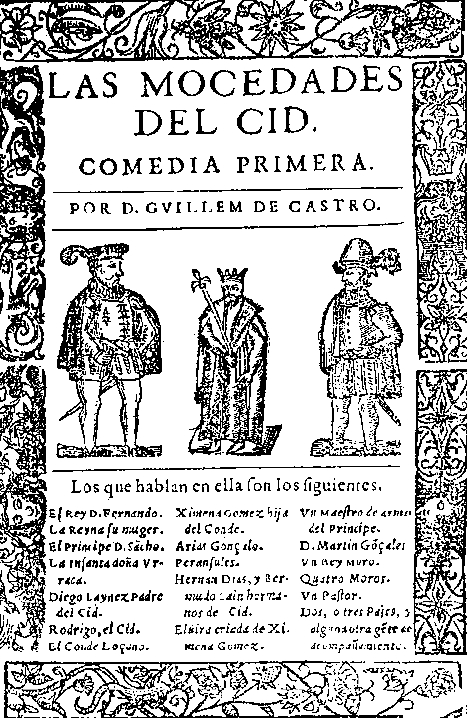
Titel des Theaterstücks Los mocedades del Cid (Die jugendliche Kraft des Cid, um 1610) von Guillén de Castro (1569–1631)

Von der Heldenepik (cantar de gesta) in kastilischer Sprache ist halbwegs vollständig nur der Cantar de mio Cid (um 1200) erhalten, der vermutlich von einem (anonymen) Verfasser aus dem südlichen Aragonien stammt. In über 3700 unregelmäßigen Langzeilen, die durch Assonanz zu 152 Tiradas zusammengeschlossen sind, wird der Aufstieg eines dem Kleinadel entstammenden Helden (El Cid, Rodrigo Díaz de Vivar, † 1099) aufgrund seiner Verdienste im Kampf gegen die Mauren zum Herrn von Valencia beschrieben. Der Erwerb von Ehre und Ruhm sind die Hauptmotive des gegenüber seinem jeweiligen König stets loyalen Helden. Das Werk gab Anstoß für zahlreiche Nachdichtungen und Ritterromane (romanceros) sowie Dramen (seit dem 17. Jahrhundert).
Neben vielen Werken der gelehrten Epik entstand während der späten Reconquista-Zeit der Romancero, eine Form der volkstümlichen gereimten Epik, in der verschollene frühmittelalterliche Epen weiterlebten. Diese Romanceros waren von der Trobadorlyrik beeinflusst; sie wurden zur beliebtesten Form der spanischen Volksdichtung überhaupt, regten zahlreiche Neuschöpfungen an und wurden weit bis ins 20. Jahrhundert hinein gesungen.

## Frühe Renaissance

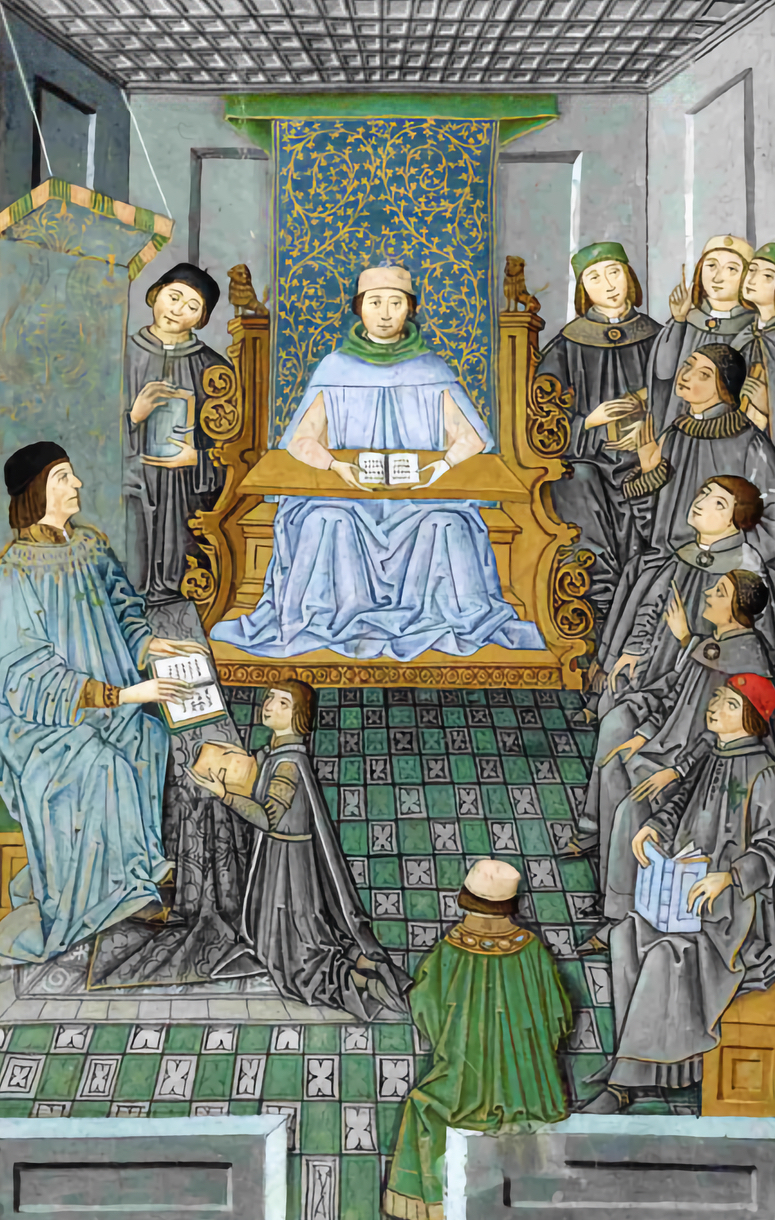
Antonio de Nebrija mit seinen Schülern in Anwesenheit von Juan de Zúñiga y Pimentel (links)

Die Entstehung Spaniens als einheitlicher Staat, dessen Grenzen ungefähr den heutigen Spanien entsprechen, kann auf 1479 datiert werden, als die Königreiche von Kastilien und Aragon vereinigt wurden. Als Beginn des Renaissancezeitalters in Spanien gilt üblicherweise das Jahr 1492, das Jahr des Endes der Reconquista. Um diese Zeit öffnete sich das Land über Katalonien und Aragonien dem italienischen und damit auch dem humanistischen Einfluss (Dante, Francesco Petrarca, Giovanni Boccaccio). In diesem Jahr erschien die erste Grammatik einer romanischen Sprache (des Spanischen) von Antonio de Nebrija (1442–1522), eines der ersten spanischen Humanisten.
Ein bedeutender spanischer Lyriker der Renaissance war Garcilaso de la Vega (um 1501–1536), der – beeinflusst von Petrarca – zahlreiche Sonette und Lieder verfasste. Später orientierte sich seine Dichtung an klassischen lateinischen und neapolitanischen Vorbildern, in deren Stil er Elegien, Epistel, Eklogen und Oden schrieb. Auch die Sonette und Kanzone seines Freundes Juan Boscán Almogávar (um 1490–1542) lehnten sich an Dante und Petrarca an. Das das aus dem Orient übernommene Bekenntnis zur sinnlichen Liebe erhält sich trotz zunehmender Körperfeindlichkeit bei vielen Autoren bis zur Renaissancezeit, so bei Fernando de Rojas in seiner Tragicomedia de Calisto y Melibea, die auch nach der Figur der Kupplerin La Celestina (1499 oder 1500) benannt wurde.
Unter den frühen spanischen Historikern fällt Antonio de Guevara (um 1480/81–1545) durch seine ausgeprägte Vorliebe für Falsifikationen auf. Er orientierte sich u. a. an Plutarch und Sueton und wurde zum ersten Chronisten der Höfischen Gesellschaft.
Doch länger als in anderen europäischen Ländern blieben Metren, Strophen und Gedichtformen des Spätmittelalters in Spanien bis ins 17. Jahrhundert lebendig, so dass noch August Wilhelm Schlegel und die deutschen Romantiker behaupteten, Spanien und seine Literatur seien bis auf den Tag lebendiges Mittelalter und verkörperten christliches Rittertum.

## Das Zeitalter der Gegenreformation: Siglo de Oro
Die Bezeichnung Siglo de Oro (Goldenes Jahrhundert) für die glanzvolle Epoche von der Spätrenaissance (1550–1600) bis zum Barock (1600–1680), die eine Blütezeit der spanischen Literatur darstellt, ist nicht unproblematisch. Américo Castro betonte die Konflikte dieser Zeit und hebt hervor, dass die Einheit Spaniens auf der Grundlage von rassischer Reinheit und religiöser Orthodoxie durch Kontrolle und Repression der Menschen, die von Juden und Mauren abstammten, und Verfolgung von Menschen, die der Häresie verdächtig waren, zwangsweise hergestellt wurde. Die in dieser Epoche der Gegenreformation geschaffene Inquisition begleitete das Leben in Spanien bis zu ihrer Abschaffung 1833.

### Spätrenaissance
Viele bedeutende Autoren vor allem des frühen Siglo de Oro waren bezeichnenderweise Neuchristen, also bekehrte Juden oder Muslime. Dazu gehörten neben Fernando de Rojas die Mystikerin Teresa von Ávila vermutlich auch Mateo Alemán (und möglicherweise sogar die Familie von Cervantes). Ein Teil vor allem der schöpferischen Literatur des 16. Jahrhunderts bringt den Protest gegen die soziale und dogmatische Kontrolle der kastilischen Gesellschaft zum Ausdruck. So lässt Jorge de Montemayor den Helden seines Schäferromans Siete libros de la Diana (1564) sich gegen gesellschaftliche Zwänge auflehnen. Auch der satirische und anklagende Schelmenroman von Mateo Alemán, La vida del Pícaro Guzmán de Alfara (2 Bände 1599/1603), wird aus der machtkritischen Perspektive von Außenseitern der Gesellschaft gestaltet. Vicente Espinel verfasste nach seiner militärischen Karriere viel bewunderte Stanzen und einen Schelmenroman (Relaciones de la vida del escudero Marcos de Obregón, 1618) mit autobiographischem Hintergrund.

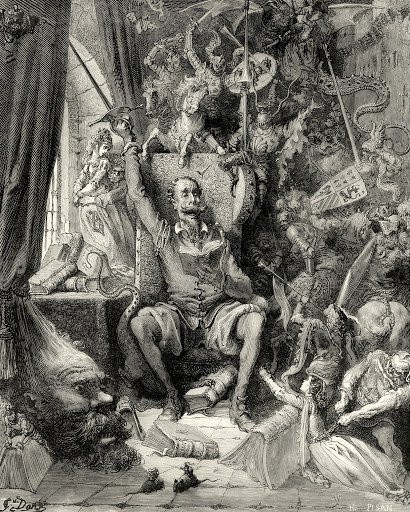
Illustration von Gustave Doré zur französischen Ausgabe von Cervantes’ Don Quijote (1863)

Als weltweit bekanntes, wichtigstes Zeugnis des Siglo de Oro gilt bis heute der erste Roman von Miguel de Cervantes Don Quijote (1605, 2. Teil 1615) über einen dem Lesen von Ritterromanen verfallenen Landedelmann, der Ruhm erwerben will und um seine Dulcinea werben will, jedoch unfähig erscheint, zwischen Dichtung und Wirklichkeit zu unterscheiden. Ambivalent bleibt, ob der immer wieder von Illusionen getäuschte Don Quijote in seinem Wahnsinn der Welt nur einen Spiegel vorhält oder ob sein Phantastereien an der soliden Realität scheitern, bis er schließlich (im zweiten Teil) zum Weisen wird. Auch sein einfältiger Begleiter Sancho Pansa gewinnt zum Schluss an Weisheit. In einer Zeit, in der alles Neue ohnehin häretisch war, bedurfte es freilich nicht eines Romans, der die Fragen menschlicher Existenz aufwirft, da die Kirche ohnehin alle Fragen abschließend gelöst hatte.

### Barock
Als Lyriker des Siglo de Oro ist Luis de Góngora zu nennen, der den elitären Culteralismo, die Arbeit mit antiken Stoffen, und den Conceptismo kultivierte, die Verwendung weit hergesuchter und vieldeutiger Metaphern und Allegorien. Dies trug zur Verdunkelung und Hermetik seines Stils bei – eine Tendenz, die das 17. Jahrhundert insgesamt betraf. In anderen Fällen mag der verschleiernde Stil gewählt worden sein, um Schwierigkeiten mit der Kirche und der sich verschärfenden Zensur unter Philipp II. zu vermeiden, so in den höfisch-politischen Traktaten des drangsalierten Jesuiten Baltasar Gracián, die bereits auf die Aufklärung verweisen. Letztlich führte die Zensur zu einer langanhaltenden Tabuisierung vitaler Themen. Der Schwulststil kann auch als Reaktion auf die ausbleibende Erneuerung einer durch den Silberzufluss aus den Kolonien in Lateinamerika gesättigten, passiv gewordenen Gesellschaft mit einem stetig wachsenden Klerus angesehen werden, der die Kraft zur sozialen und politischen Erneuerung fehlte. Diese verhängnisvolle Entwicklung übertrug sich auch auf die spanischen Kolonien in Lateinamerika, deren Literaten sich kaum von den Vorbildern lösen konnten und keine Zweifel an der Gottgefälligkeit des spanischen Tuns äußerten.
Auch der Schelmenroman übernahm stilistische Merkmale des Gongorismus, so Francisco de Quevedos Historia de la vida del Buscón (1626). Doch angesichts der Vollkommenheit des Don Quijote unterblieben weitere Versuche der Nachahmung; bis etwa um 1850 spielte der Roman als Gattung in Spanien kaum noch eine Rolle.

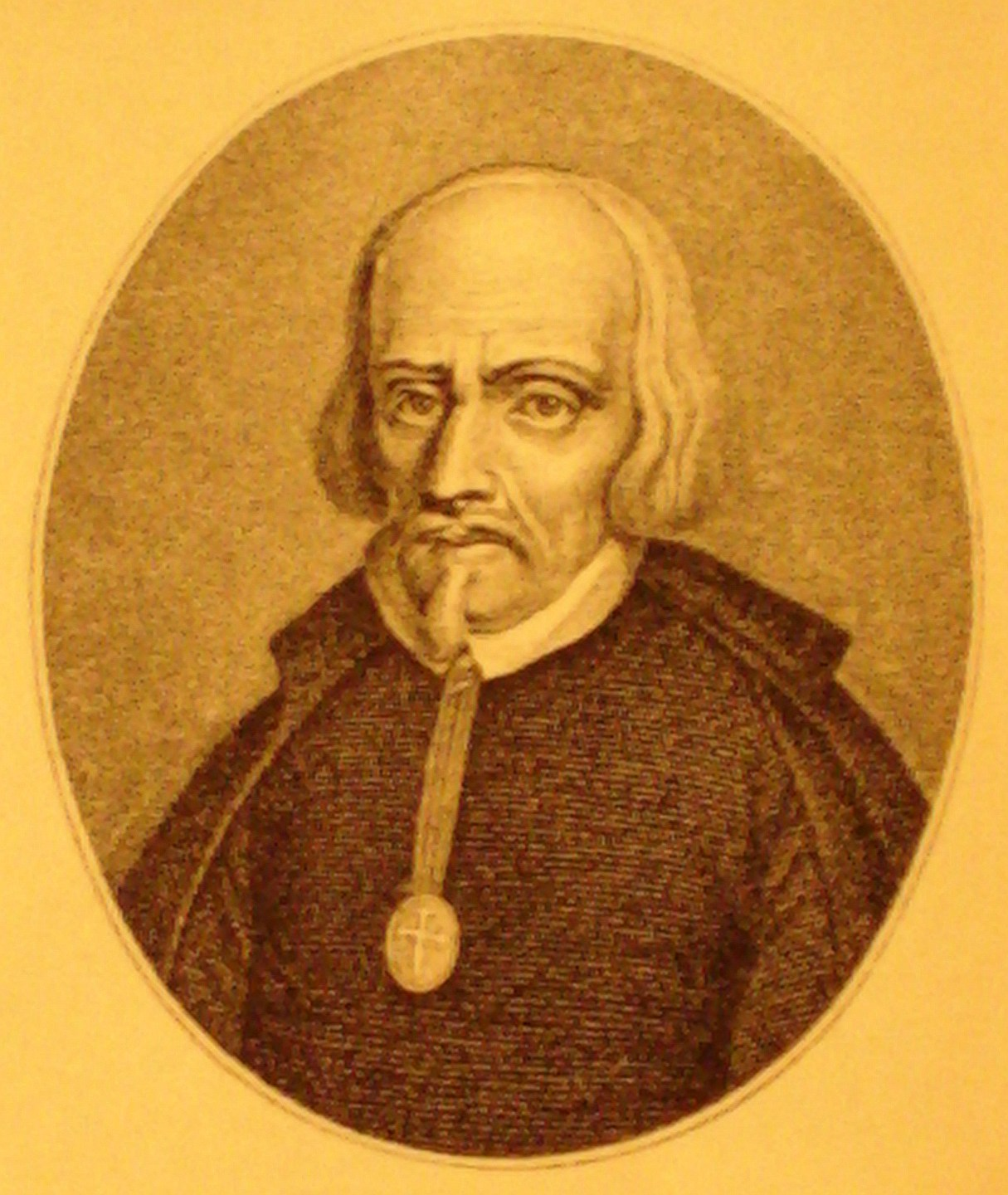
Calderón im Amt eines Priesters

Die beliebteste Gattung im Spanien des 17. Jahrhunderts war das Theater. Allein von Lope de Vega sind 500 Stücke erhalten, 1500 will er geschrieben haben. Tirso de Molina hat 400 und Caldéron immerhin 180 verfasst (zum Vergleich: Racine zwölf, Schiller zehn). Man kann also von einer regelrechten Massenproduktion im Rahmen eines umfassenden Unterhaltungsapparats in den Großstädten sprechen, der permanent leichte, spannende und unterhaltsame Stücke produzierte und dabei Gattungsgrenzen ignorierte. Die entstandenen comedias (die Gattung wurde auch als comedia nueva bezeichnet) waren mit Rhetorik aufgeladene Mischformen, die weder Regeln der antiken Tragödie noch auch nur psychologische Wahrscheinlichkeiten beachteten. Einige wenige Schauspieler traten in den Stücken in immer neuen Verkleidungen auf. Tanz, Musik, Akrobatik, Engel und Teufel, aufwändiges Maschinentheater und immer neue Kostüme dienten der grandiosen Selbstfeier des Königtums. Bezeichnenderweise waren die meisten Autoren wie Góngora, Lope de Vega, Tirso de Molina und Calderón Kleriker. Nur Tirso de Molina gestaltete seine Frauenfiguren glaubhaft, weil er angeblich als Beichtvater einen tiefen Einblick in die Psyche von Frauen hatte.
Daneben entwickelte sich das oft an Fronleichnam im Freien aufgeführte auto sacramental. Es handelte sich um einaktige Aufführungen von Episoden der Heilsgeschichte oder Heiligenlegenden. Das verwandte auto mitológico stellte Themen aus der Mythologie dar, jedoch stets mit christlicher Moral, so z. B. El divino Jason von Calderón. Für Laien blieben diese sehr aufwändigen Stücke wegen ihres Allegorienreichtums oft unverständlich, doch schürten sie oft erfolgreich antimoderne und antijüdische Vorurteile, so etwa durch die Darstellungen des Judas.

### Bedeutende Autoren

#### Renaissance
- Garcilaso de la Vega (1501?–1536)
- Teresa von Ávila (1515–1582)
- Alonso de Ercilla (1533–1594)
- Fernando de Herrera (1534–1597)
- Juan de la Cruz (1542–1591)
- Juan de la Cueva (1543–1612)
- Miguel de Cervantes (1547–1616)
- Mateo Alemán (1547 bis ca. 1614)
- Vicente Espinel (1550–1624)

#### Früh- und Hochbarock
- Francisco Suárez (1548–1617)
- Luis de Góngora (1561–1627)
- Lope de Vega (1562–1635)
- Francisco de Quevedo (1580–1645)
- Juan Ruiz de Alarcón (1580/81–1639)
- Tirso de Molina (um 1585–1648)
- María de Zayas (1590 bis ca. 1661)
- Pedro Calderón de la Barca (1600–1681)

## 18. Jahrhundert
Im 18. Jahrhundert überlagern sich in Spanien teilweise verschiedene Epochen:
1. Spätbarock in der Nachfolge Calderóns, Góngoras und Quevedos (etwa bis zur Jahrhundertmitte); diese Phase ist zum Teil weiterhin durch den manieristisch-allegorischen Stil des Gongorismus geprägt;
2. Neoklassizismus, mit starkem französischem Einfluss (der so genannten afrancesados, ca. 1730–1809), der sich gegen den barocken Schwulst und seine moralisch wenig vorbildlichen Helden richtete; dazu zählen u. a. der Dichter Juan Meléndez Valdés (1754–1817) und der wichtigste spanische Theaterdichter des 18. Jahrhunderts, Leandro Fernández de Moratín (1760–1828);
3. Aufklärung (spanisch: la ilustración) als gesamteuropäische Bewegung mit stark rationaler Note und in Spanien allerdings schwächer ausgeprägter Tendenz zur Säkularisierung von ca. 1740 bis 1809.

### Spätbarock
In der spanischen Literatur des Spätbarock spiegeln sich das Ende der Großmachtstellung Spaniens, eine zunehmende gesellschaftliche Dekadenz und weiter bestehende Dominanz der klerikalen Kultur, aber auch eine schlechte Regierungsführung unter Karl II. Zu den Vertretern des spätbarocken Unterhaltungstheaters, das durch simple Handlungsschemata und immer einfachere Texte gekennzeichnet ist, gehört vor allem der humanistisch gebildete Priester und Hofdichter Francisco Bances Candamo (1662–1704), der einerseits alle Register der barocken Theaterkunst einschließlich musikalischer und tänzerischer Einlagen zieht und andererseits eine gründliche Reform des Theaters anstrebt (Theatro de los theatros de los passados y presentes siglos, 1689–1694), um es von vulgären Szenen und moralischen Kommentaren zu befreien. Auch greift er in seinen Stücken politische Themen wie die Erziehung der Fürsten auf.

### Neoklassizismus
Moratín versteht das Theater nicht mehr primär als Unterhaltungsanstalt, sondern als Institution zur Verbreitung bürgerlicher Werte. Er grenzt sich gegen das spätbarocke Mantel- und Degen-Theater mit seinem Hang zum Unwahrscheinlichen und Phantastischen ab und rückt die Probleme der Mittelschicht und der Frauen in den Fokus. Dabei orientiert er sich an französischen Vorbildern.

### Aufklärung
Ein bedeutender Vertreter der Frühaufklärung war der Theologe, Philosoph und Enzyklopädist Benito Jerónimo Feijoo (1676–1764). Mit seinem Werk Teatro critico universal (1726–1740), in dem er das aktuelle französische Denken repräsentierte, soweit es ihm als Benediktinermönch möglich ist, setzt die Aufklärungsperiode fast schlagartig ein; sie dauert bis ins 19. Jahrhundert fort. Feijoo kämpfte gegen den Aberglauben, rezipierte die Ergebnisse der experimentellen Wissenschaften, vor allem der Medizin, und kritisiert den Allwissenheitsanspruch einer deduktiven Theologie. Klerikale Kritik an seinem Werk wurde durch den König Ferdinand VI. verboten. Aus Kostengründen wurden 1765 auch die autos sacramentales von humanistischen Aufklärern verboten.
Doch schon kurze Zeit danach setzte der Kampf der Inquisition gegen die Aufklärung ein; diese wurde als Einflussnahme Frankreichs und der affrancesados kritisiert. Eine Symbolfigur des Scheiterns war der in Peru geborene Jurist, Landreformer, Theaterdichter und Lyriker Pablo de Olavide, der zunächst mit der Reform der Verhältnisse in Andalusien beauftragt wurde, dem aber 1778 ein Prozess gemacht wurde, durch den er ins Kloster verbannt wurde. So konnte die spanische Aufklärung nie vollständig mit der Kirche brechen, sondern passte sich deren ethischen Forderungen weitgehend an.
Ein später Vertreter der Aufklärung war der spanisch-irische Schriftsteller und Theologe José Maria Blanco White (1775–1841), der 1810 Spanien verließ und die Liberalen von England aus publizistisch unterstützte.

### Weitere bedeutende Autoren
- José Cadalso (1741–1782)
- Vicente Antonio García de la Huerta (1734–1787)
- José Francisco de Isla (1703–1781)
- Gaspar Melchor de Jovellanos (1744–1811)

## 19. Jahrhundert
Die spanische Literatur im 19. Jahrhundert kann in folgende Hauptepochen beziehungsweise literarische Strömungen eingeteilt werden:
1. ca. 1800–1830: Nachhall der neoklassizistischen Literatur
2. ca. 1830–1850: Romantik
3. ca. 1850–1880: Realismus
4. ca. 1880–1914: Naturalismus

### Gattungen
In der Lyrik herrschten noch länger klassizistische Formen vor. Als neue Gattungen entstanden im 19. Jahrhundert der journalistische und costumbristische Artikel, der historische Roman und der Serien- oder Kolportageroman (spanisch: novela por entregas, folletín). Dies war vor allem bedingt durch die Entwicklung der Medien (Zeitungen, Zeitschriften) und den bescheidenen Ansatz einer Demokratisierung der Kultur.
Die vorherrschenden oder „Leitgattungen“ sind in der Romantik Lyrik und Drama, in Realismus und Naturalismus der Roman.

### Romantik
Johann Nikolaus Böhl von Faber, ein Exportkaufmann aus Hamburg, der sich in Spanien niedergelassen hatte, hatte bereits Anfang des Jahrhunderts die romantischen Ideen Friedrich Schlegels in der Presse bekannt gemacht. Doch die eigentliche spanische Romantik entstand, bedingt durch die geschichtlichen Ereignisse, wesentlich später als in anderen europäischen Ländern; die Blütezeit begann erst nach dem Tode Ferdinand VII. mit der Rückkehr der Emigranten 1833. Sie brachten aus Deutschland, England und Frankreich die neue Strömung mit, die sie im Exil kennengelernt hatten. Den Durchbruch brachte schließlich 1835 die Uraufführung von Don Álvaro o la fuerza del sino des von Victor Hugo inspirierten Duque de Rivas.
Die romantische Grundhaltung ist eine des Individualismus; der typische romantische Autor setzt auf die Freiheit des Ich, die äußere Welt erscheint ihm als Projektion des Subjektiven, seiner eigenen Gefühlswelt. Gefühl wird ganz allgemein über Vernunft gestellt (im Gegensatz zur neoklassizistischen Einstellung). Daher spiegelt die Landschaft auch die psychische Verfassung des Autors oder der Figuren wider – dementsprechend sind häufig Ruinen, Friedhöfe, hohe Gipfel, stürmische See, Urwald und nächtliche Szenarien mit Mondbeleuchtung zu finden. An erster Stelle stehen negative Emotionen wie Melancholie und Verzweiflung, aber auch Sehnsucht, metaphysische Unruhe, idealistische Begeisterung und Liebe. Der typisch romantische Held befindet sich im Gegensatz zur umgebenden Gesellschaft; er kämpft allein gegen alle. So enden auch fast alle romantischen Dramen tragisch, Selbstmord ist eine häufige Variante. Oft spielen romantische Werke in weit zurück liegender Vergangenheit (vorwiegend im Mittelalter), in geographisch weit entfernten Kulturen (zum Beispiel orientalischen Ländern) oder Phantasiewelten.
Die Freiheit der Inspiration steht über allem: Der romantische Dichter will weg von den strengen Normen des Neoklassizismus, er versteht sich als Genie und fühlt sich über alle Kanones erhaben. Das Prinzip der Nachahmung, das in vorigen Jahrhunderten so bedeutend war, wird durch den Kult des eigenen schöpferischen Originalgenies ersetzt. Eine ständige Suche nach Originalität und Überraschungseffekten herrscht vor, der Romantiker will die Sensibilität des Publikums aufrütteln; ein beliebtes Verfahren dazu ist der Kontrast. Romantische Autoren sind nicht mehr auf formale Vollkommenheit bedacht wie ihre Vorgänger in der neoklassizistischen Strömung, sie pflegen einen leidenschaftlichen Ton und geben sich manchmal pathetisch.
In der Lyrik bedeutet dies neue Vers- und Strophenformen; man kehrt aber auch gerne zu alten Formen zurück. So wird die spanische Romance wieder aufgewertet. Im Drama werden konsequenterweise die klassischen drei Einheiten (des Ortes, der Zeit und der Handlung) aufgelöst, Tragisches und Komisches, Erhabenes und Groteskes, Prosa und Vers vermischt.

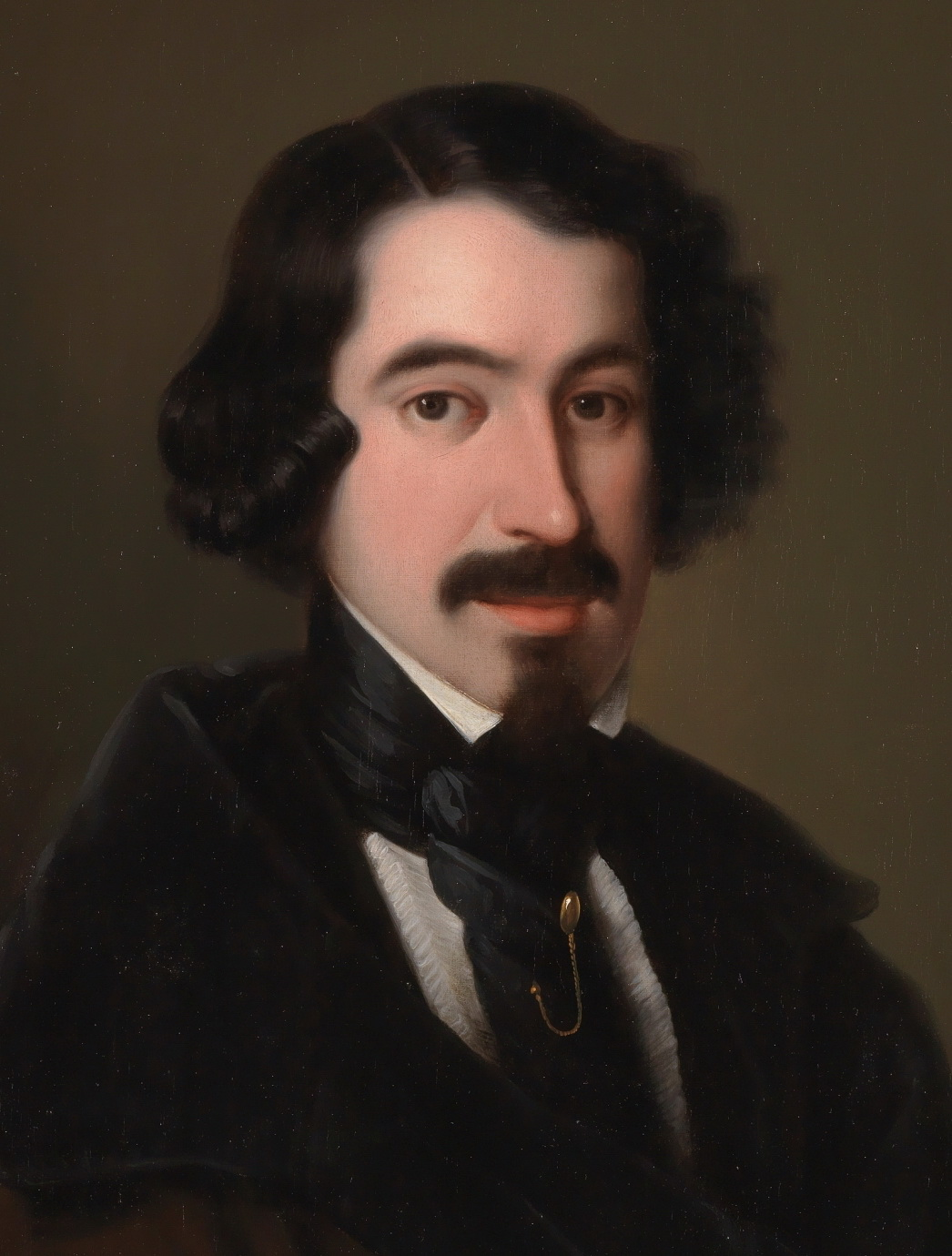
José de Espronceda (Ausschnitt eines Gemäldes um 1845)

Es kommt zu einer Aufwertung nationaler und regionaler Werte. Der „Volksgeist“ spielt eine große Rolle, Folkloristisches und Volkstümliches werden wieder salonfähig, Themen aus der spanischen Geschichte und Legenden sind beliebt. Anstelle alter Glaubensgewissheiten tritt die Vorstellung von einem undurchschaubaren Geschick, insbesondere in der so genannten „Schauerromantik“ machen sich existentielle Verunsicherung, Ängste, Zwangsvorstellungen und Schreckensvisionen breit.
In der spanischen Romantik ist zu unterscheiden zwischen einer eher konservativen Strömung, die sich insbesondere mit der Aufwertung der nationalen Vergangenheit beschäftigte und die alte Ordnung wiederherstellen wollte (als ihr Hauptvertreter gilt José Zorrilla y Moral), und einer liberalen, sozialromantischen und revolutionären Strömung. Ihr Hauptvertreter ist José de Espronceda. In seinen Gedichten tritt neben großen Themen der Romantik eine Vorliebe für Außenseiter in den Vordergrund. Im Canción del Pirata (Lied des Piraten) ist der Pirat ein Symbol der Freiheit, ein heimatloser Idealist auf der Suche nach Abenteuern. Gustavo Adolfo Bécquer mit seinem lange Zeit verschollenen Meisterwerk Rimas y Leyendas ist ein volkstümlicher (Spät-)Romantiker an der Schwelle zum Realismus und ein bedeutender Erneuerer der lyrischen Sprache. Seine vom Stil Heinrich Heines beeinflussten Gedichte in schlichter, aber suggestiver Sprache handeln von der Liebe und von Verlustefühlen des melancholisch vereinsamten Subjekts.

### Realismus
Zwischen Romantik und Realismus vermittelt der Costumbrismo mit seiner Betonung des Lokalkolorits, wobei der der Schwerpunkt in der costumbristischen Literatur noch mehr auf das folkloristische Element und nicht so sehr auf eine exakte Darstellung gesellschaftlicher Verhältnisse gelegt wurde. Manche Literaturwissenschaftler sehen auch im Schelmenroman (spanisch: novela picaresca) einen weiter zurückliegenden Vorläufer des Realismus; auch Farcen oder Komödien schilderten schon lange vorher „niedere“ gesellschaftliche Kreise, manchmal mit Mitteln der Satire. In diesem Sinne wird die spanische Literatur oft als „durchgehend realistisch“ apostrophiert (zum Beispiel der Don Quijote).
Der spanische Realismus im engeren Sinne entstand in zwei „Schüben“: 1. das Isabellinische Zeitalter (spanisch: Época de Isabel II.) während der Regierungszeit von Isabella II. 1843–1868, das eher nur mittelmäßige Werke hervorbrachte (man spricht auch von „Prärealismus“) und mit der Revolution 1868 endete, die von vielen Autoren als Befreiung begrüßt wurde; 2. die Restaurationsepoche (spanisch: Época de la Restauración) 1875–1898, während der der Realismus in Spanien seinen Höhepunkt erreichte. Ab ca. 1885 geht der Realismus allmählich in den Naturalismus über, wobei eine strenge Unterscheidung zwischen beiden Strömungen in Spanien nicht einfach ist.
Auf der Grundlage des Positivismus und des Empirismus strebt der Realismus eine getreue Widerspiegelung gesellschaftlicher Verhältnisse an. Man beschränkt sich auf erfahrungsmäßig Gegebenes, auf beobachtbare, beweisbare Tatsachen und will zu allgemeingültigem, praktisch anwendbarem Wissen kommen, auch und gerade durch literarische Werke, die manchmal die Funktion soziologischer Studien übernehmen. Fortschrittsglaube, Aufklärungsoptimismus und Materialismus kennzeichnen diese Strömung, wobei diese allgemeinen Charakteristika in Spanien dadurch abgemildert werden, dass sich die Industrialisierung und die Herausbildung eines Bildungsbürgertums wesentlich langsamer vollziehen als im restlichen Europa.

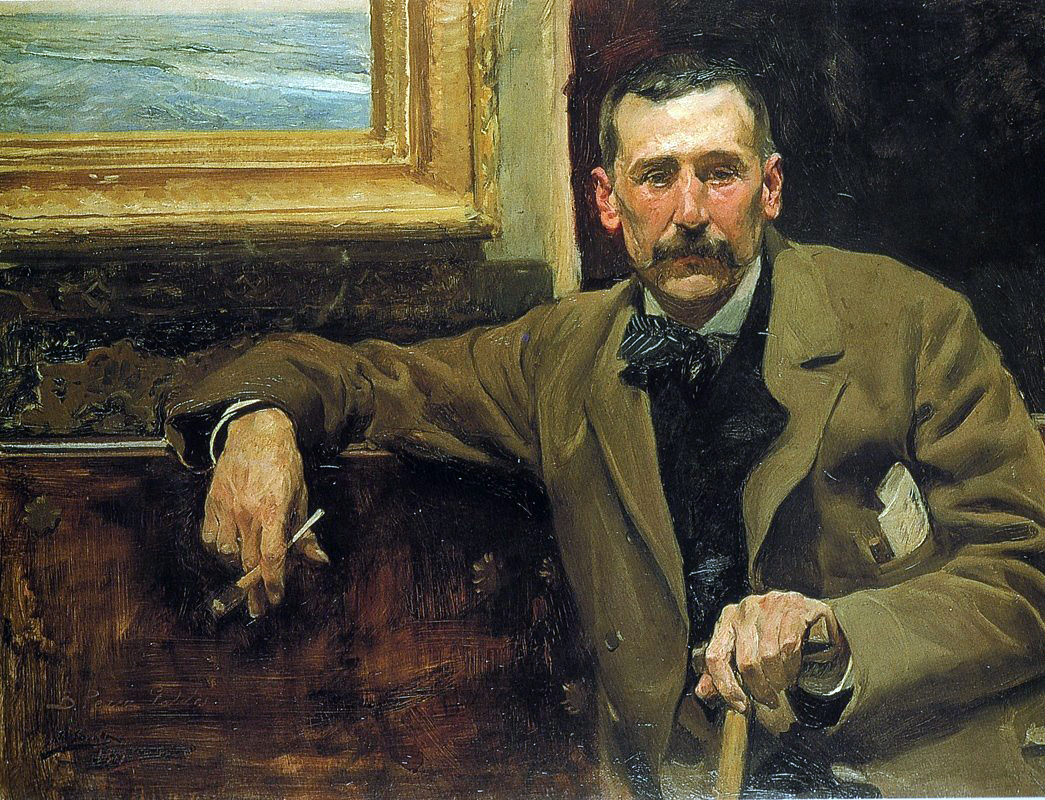
Benito Pérez Galdós

Ihrem Anspruch nach soll in realistischen Texten die äußere Wirklichkeit unpersönlich-objektiv beschrieben werden; häufig kommt aber (zum Beispiel in den Werken von Benito Pérez Galdós) ein humoristisches und ironisches Element hinzu, das die Tendenz zum Objektiven unterläuft. Schweiften die Romantiker in die Vergangenheit, so ist nun Aktualität angesagt; das Interesse der Realisten konzentriert sich auf die unmittelbare Umgebung, auf Alltägliches, Wahrscheinliches (spanisch: verosimilitud), auf die „vida vulgar“. Die Naturschilderungen sind nicht mehr Abbild der Gemütsverfassung, sondern bilden quasi fotografisch getreu vertraute Landschaften, das ländliche Ambiente in der Provinz oder den städtischen Alltag wiedererkennbar ab. Bezüglich der Figurencharakterisierung betrifft gilt auch hier die möglichst große psychologische Wahrscheinlichkeit (im Gegensatz zur idealisierenden Stilisierung in der Romantik). Die handlungstragenden Figuren stammen durchwegs aus der Mittelschicht, sind „Menschen wie du und ich“, sie sind keine Ausnahmegestalten mehr. Der wohl wichtigste psychologische Roman der spanischen Literatur des 19. Jahrhunderts ist wohl La Regenta von Clarín.
Der nüchterne Stil mit wenig Effekthascherei bediente sich einer „natürlichen“, einfachen Sprache im Vergleich zur Romantik; aus heutiger Sicht wirken jedoch die detailgetreuen Beschreibungen eher langatmig. Oft ist die ästhetische Absicht einem didaktischen Zweck untergeordnet, die Beobachtung der Realität lediglich Vorwand zur Demonstration einer These und daher nicht ideologiefrei. Im Grunde ist in Spanien die realistische Literatur ethisch-moralistisch begründet, sie versucht die Leser zu überzeugen; die metaphysische Angst weicht einem bürgerlichen Sinn fürs Praktische und der liberal-antiklerikalen Agitation wie bei Benito Pérez Galdós.
Die Zeit der Handlung ist meist zeitgenössisch; so nennt etwa Galdós seine Romane „novelas contemporáneas“ (zeitgenössische Romane). Meist geben Jahreszahlen und Datumsangaben Hinweise auf eine konkrete, nicht sehr weit zurückliegende historische Epoche. Auch der Raum umfasst konkrete spanische Landschaften, so zum Beispiel bei Pereda Kantabrien, Städte (bei Galdós Madrid), Regionen (Fernán Caballero und Pedro Antonio de Alarcón: Andalusien, Pereda: Santander).
Die Sprache der Romane ist nicht mehr hochtrabend wie bei den Romantikern, sondern „gewöhnliche“ spanische Umgangssprache, zum Teil fließen sogar Regionalismen aus den verschiedenen Dialekten ein. Gleichzeitig macht sich ein „terminologischer“ Gebrauch der Sprache breit, also die Verwendung von Fachausdrücken aus verschiedenen Wissenschaftsdisziplinen oder praktischen Tätigkeitsbereichen, aus Industrie und Finanzwelt. Die Personenrede wird mit sozialen, regionalen, professionalen und psychologischen Charakteristika ausgestattet. Hauptgattung ist die erzählende Prosa als vorrangiges Medium; man spricht auch vom „siglo más novelífero“, von der „romanträchtigsten“ Epoche, wobei umfangreiche, mehrere hundert Seiten umfassende Romane die Regel sind.

### Naturalismus
Der Naturalismus will, wie es im Kern der Bezeichnung steckt, „natürlich“, das heißt: ohne stilistische Umformung fotografisch getreu die Wirklichkeit sichtbar machen, besonders das Milieu des Proletariats und der Fabrikstädte soll mit Exaktheit dargestellt werden. In Spanien ist diese Richtung schwächer ausgeprägt, da es im Lande noch keine echte industrielle Revolution gab. Noch 1900 lebten rund 70 % der Bevölkerung von der Landwirtschaft. Die Frage nach der Befreiung des „Vierten Standes“ konnte sich, wenigstens als zentrales Problem, daher noch gar nicht stellen. Manche Autoren bezweifeln überhaupt, ob man in Spanien zwischen Realismus und Naturalismus unterscheiden könne. Dazu kommt noch, dass in Spanien wegen der hohen Analphabetenquote die breite Publikumsbasis fehlte, auf die der Naturalismus in Frankreich zielte.
Zudem löschte die konservative Politik die Errungenschaften der Revolution von 1868 aus. Der Naturalismus wurde von seinen Gegnern, insbesondere katholischen Traditionalisten, wegen seiner „Unmoralität“ und seines deterministischen Grundkonzepts stark angefeindet. Tatsächlich erscheinen in naturalistischen Romanen bis zu einem gewissen Grad die Figuren als Produkt ihrer Umwelt und des historischen Moments, die Möglichkeiten zur freien Entscheidung stark eingeschränkt (vgl. die Milieutheorie von Hippolyte Taine). Dennoch spielt im katholischen Spanien die Frage des freien Willens eine große Rolle in der Diskussion; man spricht auch von einem abgemilderten Naturalismus (spanisch: „naturalismo mitigado“) oder „katholischen Naturalismus“, weil in diesem Sinne ein Kompromiss mit den Lehren der Kirche geschlossen wurde.
Die Autoren bekommen aber größere Freiheiten, was die Behandlung von „schlüpfrigen Themen“ angeht, das betrifft auch den Wortschatz (Tabu- und Schimpfwörter fließen vermehrt ein) und bisher unberührte Themen wie Geburt, Krankheit, Arbeit, Geld. Was die Thematik betrifft, so stehen Körperlichkeit und Gesellschaft an erster Stelle: Essen und Trinken, Alkoholismus, Krankheit, Degeneration, Wahnsinn und das städtische proletarische Ambiente sind die typischen Fragestellungen, mit denen sich naturalistische Autoren auseinandersetzen. Von den Figuren erhält man als Leser keine Detailbeschreibung von Anfang an (wie es im Realismus üblich war), sondern sie sollen „natürlich“, durch ihre Handlungen und Worte, allmählich an Profil gewinnen.
Häufig betreiben die Autoren Studien vor Ort, um das Milieu authentisch darstellen zu können; so hielt sich zum Beispiel Emilia Pardo Bazán einen Monat lang in der Tabakfabrik von A Coruña auf, bevor sie den Roman La Tribuna schrieb. Man findet nicht selten eine genaue Beschreibung technischer Details der Produktionsvorgänge.
Die Protagonisten sind keine Helden mehr im Sinne einer Ausnahmeerscheinung, sondern Durchschnittsmenschen, manchmal repräsentative Typen wie die Zigarrenarbeiterin, oft findet man ein Kollektiv oder zumindest mehrere Personen als Protagonisten vor. Nach naturalistischer Auffassung kann alles Romanstoff (spanisch: „materia novelable“) abgeben, es müssen keine besonderen Ereignisse sein. Da das Leben jedes Menschen literarischen Stoff enthält, kommt es manchmal vor, dass Nebenfiguren eines Romans Hauptfiguren in einem anderen werden. Auch gilt das Konzept des nicht kompletten Lebensausschnitts („trozo de vida“): eine Handlung ohne markanten Anfang und Ende (das häufig offenbleibt), ein schlichter, beliebiger Ausschnitt aus einem Leben, ohne das klassische Prinzip von Peripetie, Katastrophe, Ausklang. Die Form soll sich so weit wie möglich der „natürlichen“ Form des Lebens annähern, die Handlung besteht meist in einem „Herunterkommen“, einer Degeneration, einem Abstieg in die Gosse oder den Wahnsinn. Das gilt auch für den wohl wichtigsten psychologischen Roman des späten 19. Jahrhunderts, La Regenta (1884/85) von Clarín, der von Gustave Flauberts Madame Bovary beeinflusst wurde und den allmächtigen Einfluss der Kirche auf das kleinstädtische Leben und eine schöne reiche Frau schildert, die schließlich von der Gesellschaft verstoßen wird. Clarín, ein Vertreter der Generation 98, interessiert nicht nur der erotische Konflikt, sondern vor allem die geistige Enge, Gleichgültigkeit und Mittelmäßigkeit der spanischen Provinz.

### Bedeutende Autoren

#### Spätklassizismus
- Manuel José Quintana (1772–1857)
- Manuel Eduardo de Gorostiza (1789–1851)

#### Romantik: Lyrik
- José de Espronceda (1808–1842)
- Gustavo Adolfo Bécquer (1836–1870)
- Rosalía de Castro (1837–1885), die auch in galizischer Sprache schrieb

#### Romantik: Drama
- Francisco Martínez de la Rosa (1787–1862)
- Ángel de Saavedra, Duque de Rivas (1791–1865)
- Juan Eugenio Hartzenbusch (1806–1880)
- Antonio García Gutiérrez (1813–1884)
- José Zorrilla y Moral (1817–1893)
- Gertrudis Gómez de Avellaneda (1814–1873)

#### Journalismus und Costumbrismo
- Serafín Estébanez Calderón (1799–1867)
- Ramón de Mesonero Romanos (1803–1882)
- Mariano José de Larra (1809–1837)

#### Realismus und Naturalismus: Roman
- Fernán Caballero (1796–1877)
- Pedro Antonio de Alarcón (1833–1891)
- Benito Pérez Galdós (1843–1920)
- Juan Valera y Alcalá Galiano (1824–1905)
- José María de Pereda (1833–1906)
- Leopoldo Alas („Clarín“) (1852–1901)
- Emilia Pardo Bazán (1851–1921)
- Vicente Blasco Ibáñez (1867–1928)
- Juan Antonio de Zunzuneguí y Loredo (1900–1982)

#### Realismus und Naturalismus: Drama
- Ventura de la Vega (1807–1865)
- Adelardo López de Ayala (1828–1879)
- Manuel Tamayo y Baus (1829–1898)
- José Echegaray (1832–1916)

## 20. Jahrhundert
Folgende Epochen oder Strömungen spielen in der spanischen Literatur des 20. Jahrhunderts eine Rolle; teilweise schwanken die Bezeichnungen für die neueren Strömungen noch, meist wird aber das theoretisch nicht abgesicherte Generationenschema zur Periodisierung verwendet, wobei die Bezeichnungen zum großen Teil identitätsstiftend waren:
1. Modernismo (ca. 1880–1930)
2. Generación del 98 (ca. 1898–1936)
3. Generación del 14 (ca. 1914–1936)[20]
4. Generación del 27 (ca. 1927–1939)[21]
5. Literatur nach dem Bürgerkrieg (Posguerra)
  1. Exilliteratur (ca. 1936–1975)
  2. Generación del 36, tremendismo (1940er Jahre)
  3. Generación del Medio Siglo (ca. 1950–1975)
  4. Generación del 68 (ca. 1968–1980)
6. Literatura posfranquista, literatura de la transición (ca. 1975–2000)

### 1900 bis 1936: Das „silberne Zeitalter“

#### Die Generation von 1898
Am Übergang vom 19. zum 20. Jahrhundert spielt vor allem das „Desaster von 1898“ eine Rolle für die Entstehung einer krisenhaften Stimmung im Lande, was sich auch auf die Literatur niederschlägt: Spanien und seine Identität werden zum Thema insbesondere der Generación del 98 (noventa y ocho), eines Vorläufers der heutigen Bewegung der Empörten, die sich zu Beginn des 21. Jahrhunderts Gedanken darüber macht, wie Spanien die schmerzlich empfundene politische und kulturelle Rückständigkeit gegenüber Europa wieder wettmachen kann, die sich durch die Restaurationsphase seit 1875 verstärkt hatte. Ihr Vorkämpfer José Martínez Ruiz (Azorín) spürte und litt unter der „Distanz zwischen der offiziellen Sprache der Politik und der Presse und der Realität eines Landes, das in einer tiefen sozialen und politischen Krise steckt“. Azorín trug wesentlich zur Festigung der spanischen kulturellen Identität durch Kanonisierung der Autoren der spanischen Klassik in einer Zeit des noch weit verbreiteten Analphabetismus und der Armut bei.
Daneben gibt es, nahezu zeitgleich, die Strömung des Modernismo, der durch Flucht in die Schönheit der harten Alltagsrealität zu entkommen versucht. Juan Ramón Jiménez ist der große Erneuerer der spanischen Lyrik, der die Sprache von Ruben Darío mit der romantischen Tradition vereint. Als bedeutendster kanarischer Lyriker gilt Tomás Morales (1884–1921), dessen Hauptwerk Las rosas de Hércules postum 1922 erschien.

#### Die Generation von 1914
Maßgeblich sind vor dem Bürgerkrieg die sogenannten Söhne der 98er, die Generación de 1914 oder generación del 14, als literarische Strömung auch Novecentismo (Eugeni d’Ors) genannt. Ihr ältester Vertreter, der zeitlich noch zu den 98ern zählt, ist der am französischen Naturalismus geschulte Vicente Blasco Ibáñez, der durch seinen Antikriegsroman Los cuatro jinetes del Apocalipsis („Die vier apokalyptischen Reiter“, 1914) Weltruhm erlangte. Ibáñez hegte wie viele jüngere liberale und republikanische Autoren dieser Generation Sympathien für Frankreich und saß mehrfach im Gefängnis. Diese Autoren bemühten sich angesichts der zwischen Deutschland und Frankreich schwankenden Haltung der spanischen Öffentlichkeit im Ersten Weltkrieg, des politischen Chaos der Regierungszeit Alfons XIII., der Unabhängigkeitsbestrebungen in den Randregionen, des Rifkriegs, anarchistischer Gewaltakte und staatlicher Repression – verschärft unter der Militärdiktatur von Miguel Primo de Rivera seit 1923 – um eine neue geistige Orientierung. Noch intensiver als ihre Vorgänger suchen sie einen philosophisch-ethischen und essayistischen Zugang zum Identitätsproblem Spaniens, in das sie emotional stark verstrickt sind. Ihre Stilmittel sind heterogen – sie reichen vom psychologisch-realistischen Porträt über lyrische Stimmungsbilder und spirituelle Spekulationen bis zu metaphernreichen oder krass satirischen Humoresken und Greguerías. Ihre Texte sind teils von formaler Sorgfalt geprägt, teils schnell und skizzenartig hingeworfen. Ein herausragender Meister der Greguería mit surrealistischem Einschlag war Ramón Gómez de la Serna war, der 1936 ins Exil gehen musste. Auch der Diplomat, Erzähler und Romanautor Ramón Pérez de Ayala wanderte nach Argentinien aus. Wenceslao Fernández Flórez verfasste teils satirische, teils sozialkritische Romane über die Armut der Städter, und Ignacio Augustí schrieb über das Chaos in Barcelona der 1930er Jahre. Auch dem Pragmatismus verbundene Bildungsreformer wie Lorenzo Luzuriaga y Medina zählen zu dieser Generation. Wenige Autoren dieser Generation traten auf die Seite Francos, so der Falangist Rafael Sánchez Mazas.
Die künstlerischen Techniken sowohl der Generation 98 wie des Modernismo und auch noch der Generation 14 entsprechen weitgehend denen des literarischen Impressionismus: Kennzeichnend sind das Ich mit seinen Augenblickszuständen und die fragmentarische Erfassung des Objekts und Strukturierung des Werks.

#### Die Generation von 1927
In der Jiménez beeinflussten Generación del 27, der dritten der Erneuerungswellen, die in kurzer Zeit aufeinander folgen, vereinen sich Avantgardeströmungen wie der Modernismo und der Surrealismus und fanden ihren Ausdruck vor allem in der Lyrik finden, so in den surrealistischen Gedichten des späteren Nobelpreisträgers Vicente Aleixandre. Hinzu kommen Einflüsse des Films. Rafael Alberti schreibt beispielsweise Gedichte über amerikanische Stummfilmkomiker. Er und Federico García Lorca knüpfen jedoch eher an Vorbilder der traditionellen volkstümlichen romantischen Lyrik an (sog. Neopopularismo). Diese Erneuerungswellen werden auch als das „silberne Zeitalter“ der spanischen Literatur bezeichnet.
Dagegen orientieren sich katholisch-konservative Autoren wie der Falange-Ideologe Rafael Sánchez Mazas an Vorbildern des Siglo de Oro und versuchen den Klassizismus wieder zu beleben, bis der Ästhetizismus der Generation sich an den politischen Realitäten der 1930er Jahre bricht.

#### Der Bürgerkrieg und seine Folgen
Der Bürgerkrieg bedeutete einen scharfen Einschnitt in der spanischen Literaturgeschichte. Man spricht auch vom „Tod der Literatur“. García Lorca wurde 1936 von Franquisten ermordet. Maßgebliche Autoren wie der Romanautor und Erzähler Ramon J. Sender (Réquiem por un campesino español, 1953) und der Dramatiker Fernando Arrabal gingen ins Exil, andere blieben im Land und versuchten sich den Zensurbedingungen anzupassen. Unterbezahlte Lehrer, Professoren und Schriftsteller mussten mit Zensurtätigkeiten ihr karges Gehalt aufbessern. 1966 wurde die Zensur gelockert, erst 1978 wurde sie offiziell abgeschafft. Kritik an der Kirche und an der Politik Francos, positive Wertungen des Marxismus und Liberalismus, ausländische Autoren wie Sartre, Camus, Hemingway, Descartes, Tolstoi, Balzac, Dostoievskij und spanische Autoren wie Baroja, Unamuno, Valle-Inclán, Ortega, Pérez de Ayala und Clarín waren verboten. Insgesamt standen 3000 Bücher auf dem Index. Wörter wie justicia und libertad waren verboten, Scheidung, Abtreibung, Ehebruch waren tabu. Selbst Jugendbücher wie Tom Sawyer von Mark Twain wurden von der Zensur verstümmelt. Das führte zur literarischen Isolation der in Spanien verbliebenen Autoren.

### Nach dem Bürgerkrieg
Das Debüt von Camilo José Cela La familia de Pascual Duarte erregte kurz nach dem Bürgerkrieg 1942 öffentliches Ärgernis. Der Roman war ein typisches Produkt des tremendismo, der vom Eindruck des Krieges beeinflussten Darstellung gewaltsamer und grausamer Szenen in teils vulgärer Sprache durch die Vertreter der generación 36. Obwohl Cela selbst in der Zensurbehörde angestellt war, bekam er Probleme mit dem Buch. Zu den weiteren Vertretern des tremendismo der 1940er Jahre gehörten der Falange-Anhänger Rafael García Serrano, dessen Werk La fiel infanteria über den Bürgerkrieg 15 Jahre lang dem kirchlichen Bücherbann unterlag, aber auch der in der Illegalität agierende Kommunist Luis Landínez (1911–1962), der unter ungeklärten Umständen im Zug nach Madrid starb und dessen noch nicht publiziertes Werk daraufhin verschwanden.

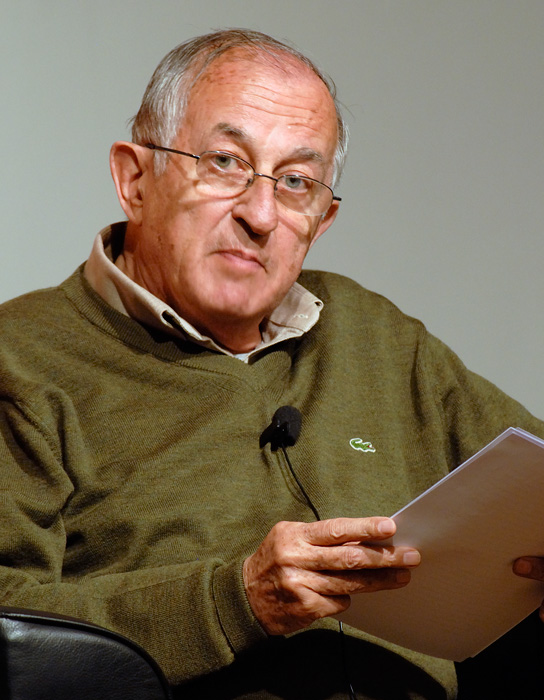
Juan Goytisolo (2008)

Hauptvertreter des sozialkritischen Neorealismus der 1950er und 1960er Jahre, der von der Generación del 50 (auch Generación Medio Siglo) vor allem in Madrid und Barcelona getragen wurde, war wiederum Camilo José Cela, dessen Hauptwerk La Colmena 1951 in Buenos Aires erscheinen musste (dt. Der Bienenkorb, 1951). 1989 erhielt er den Nobelpreis für Literatur. Auch Luis Goytisolos Romane (Las afueras, 1958) waren ebenso wie die frühen Arbeiten seines Bruders Juan Goytisolos, dem wichtigsten Vertreter der Generación des 50, dem sozialen Realismus verpflichtet. Juan Goytisolos wichtiges Werk Señas de identidad (1966) über das Massaker von Yeste, das die Guardia Civil vor Ausbruch des Bürgerkriegs an Bauern beging, die Gefangene befreien wollten, musste wegen seines „antinationalen“ und „antikatolischen Inhalts“ in Mexiko gedruckt werden. Das galt ebenfalls für den Fortsetzungsband Reivindicación del Conde Don Julián (1970) mit der fiktiven Rechtfertigung eines der Bösewichte der spanischen Geschichte, des Grafen Julián, der die arabische Eroberung ermöglicht hatte. Erst der zweite Folgeband Juan sin tierra, eine Hommage des zeitweise in Marokko lebenden Autors an die arabische Sprache und Kultur, konnte 1975 wieder in Barcelona erscheinen. Erst 2014 erhielt der Autor, der etwa 20 Romane und zahlreiche Essays verfasste, den Cervantespreis.

### Die Phase der Transición und die 1990er Jahre
In den 1960er und 1970er Jahren war die internationale Aufmerksamkeit für spanische Autoren noch relativ gering; lateinamerikanische Schriftsteller hatten diese auf sich gezogenen. Doch nach langen Jahren des Kampfes mit der Zensur und dem Tode Francisco Francos 1975 nahm die spanische Literatur in der Phase der transición (1975–1982) eine Wendung hin zu neuen Erzählformen und vor allem zu neuen, z. B. krimiähnlichen Genres. Zuvor war es kaum möglich, offen über Verbrechen, den Polizeiapparat oder Korruption zu schreiben. Manuel Vázquez Montalbán begann 1977 seine Krimireihe um den Privatdetektiv Pepe Carvalho. 1979 wurde die Semana negra in Gijón ins Leben gerufen, bei der sich jährlich Autoren von Kriminalromanen treffen.
Auch der Feminismus brachte eine Erweiterung des Themenspektrums, z. B. durch die Romane Rosa Monteros, die anfangs großes Ärgernis erregten (Crónica del desamor, 1979). Zu den wichtigsten Vertretern der Phase der Transición gehören der Dichter José Agustín Goytisolo (Palabras para Julia, 1979; Como los trenes de la noche, 1994) und seine Brüder Juan und Luis.

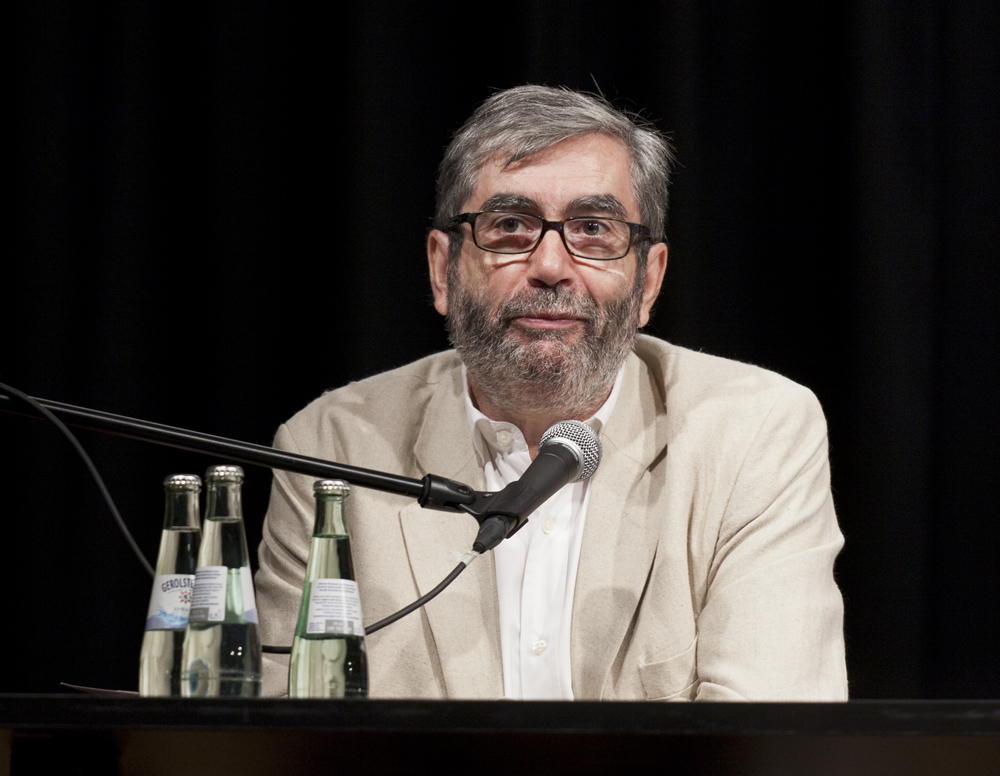
Antonio Muñoz Molina in Köln (auf einer Lesung der Buchhandlung Bittner im September 2011)

Álvaro Pombo (* 1939) kehrte 1977 aus dem englischen Exil zurück. Er erfasst Gedichte, Erzählungen und unterhaltsame Romane, deren ethisches Anliegen in satirisch-distanzierten Stil vorgetragen wird. Der liberale Antinationalist, der seine Homosexualität bekannt machte, ist auch politisch aktiv.
In den 1990er Jahren traten jüngere, um 1950 geborene Autoren in Erscheinung, die auch im Ausland stark beachtet wurden. Die Romane von Jesús Ferrero (* 1952) spielen zum Teil in einem mystisch-erotischen ostasiatischen Milieu (Bélver Yin, 1981; Opium, 1986) brach in mehrfacher Hinsicht mit der spanischen Erzähltradition.
Zu erwähnen sind jedoch vor allem Rafael Chirbes mit seinem melancholischen Rückblick eines skrupellosen Unternehmers auf seinen sozialen Aufstieg unter Franco (Los disparos del cazador, 1994; dt. Der Schuss des Jägers, 2006) und der aus einfachen Verhältnissen stammende Romanautor und Erzähler Antonio Muñoz Molina, dessen Thema die Memoria, das Gedächtnis, die Erinnerung und der Kampf gegen das Vergessen ist. 1991 erhielt dieser für seinen sprachlich äußerst komplexen Roman Der polnische Reiter den Premio Planeta, und schon mit 39 Jahren wurde er jüngstes Mitglied der Real Academia Española. In Die Augen eines Mörders (Plenilunio, 1997; dt. 2000) erzählt er die Geschichte eines Kriminalbeamten, der den Mörder einer jungen Frau sucht, aber der Situation psychisch kaum gewachsen ist.
Allerdings verliefen nicht nur die politische, sondern auch die literarische Aufarbeitung des Franquismus und der Straflosigkeit der Verbrechen Diktatur schleppend, unter anderem weil die Linke das Projekt der nationalen Versöhnung nicht stören wollte. Anstöße dazu kamen zum Teil erst in den 1990er Jahren aus Lateinamerika, wo sich Autoren schon früher mit der Aufarbeitung der Diktaturen in Chile und anderen Staaten befasst hatten. So stellten spanische Abgeordnete bei einem Besuch in Mexiko verwundert fest, dass dort der Jahrestag des republikanischen Exils der Spanier offiziell gefeiert wird.

### Bedeutende Autoren

#### Modernismo
- Ramón María del Valle-Inclán (1866–1936)
- Juan Ramón Jiménez (1881–1958)
- Manuel Machado (1874–1947)

#### Generación del 98
- Ángel Ganivet (1865–1898)
- Miguel de Unamuno (1864–1936)
- Pío Baroja (1872–1956)
- Azorín (1873–1967)
- Antonio Machado (1875–1939)

#### Generación del 14
- Wenceslao Fernández Flórez (1885–1964)
- Ramón Gómez de la Serna (1888–1963)
- Vicente Blasco Ibáñez (1867–1928)
- Salvador de Madariaga (1886–1978)
- Gregorio Marañón (1887–1960)
- Gabriel Miró (1879–1930)
- Eugeni d’Ors (1882–1954)
- José Ortega y Gasset (1883–1955)
- Ramón Pérez de Ayala (1880–1962)

#### Generación del 27
- Rafael Alberti (1902–1999)
- Vicente Aleixandre (1898–1984)
- Manuel Altolaguirre (1905–1959)
- Gerardo Diego (1896–1987)
- Jorge Guillén (1893–1984)
- Pedro Salinas (1891–1951)
- Luis Cernuda (1902–1963)
- Miguel Hernández (1910–1942)
- Federico García Lorca (1898–1936)
- Rafael Sánchez Mazas (1894–1966)
- Emilio Prados (1899–1962)

#### Exilliteratur
- Arturo Barea (1897–1957)
- Rosa Chacel (1898–1994)
- Ramón J. Sender (1901–1982)
- Max Aub (1903–1972)
- Francisco Ayala (1906–2009)
- Jorge Semprún (1923–2011)
- Antonio Ferres (1924–2020)
- Juan Goytisolo (1931–2017)
- Fernando Arrabal (* 1932)
- Michel del Castillo (1933–2024)

#### Generación del 50
- José Hierro del Real (1922–2002)
- José Manuel Caballero Bonald (1926–2021)
- Juan Benet (1927–1993)
- Jaime Gil de Biedma (1929–1990)
- Carlos Barral (1928–1989)
- José Agustín Goytisolo (1928–1999)
- José Ángel Valente (1929–2000)
- Antonio Gamoneda (* 1931)
- Rafael Guillén (1933–2023)
- Juan Marsé (1933–2020)

#### Drama
- Carlos Arniches (1866–1943)
- Ramón María del Valle-Inclán (1866–1936)
- Jacinto Benavente (1866–1954)
- Enrique Jardiel Poncela (1901–1952)
- Alejandro Casona (1903–1965)
- Miguel Mihura (1905–1977)
- Antonio Buero Vallejo (1916–2000)
- Lauro Olmo (1922–1994)
- Alfonso Paso (1926–1978)
- Alfonso Sastre (1926–2021)
- Antonio Gala (* 1936)

#### Roman
- Mercè Rodoreda (1908–1983)
- Gonzalo Torrente Ballester (1910–1999)
- Álvaro Cunqueiro (1911–1981)
- Camilo José Cela (1916–2002)
- José María Gironella (1917–2003)
- José Luis Sampedro (1917–2013)
- Miguel Delibes (1920–2010)
- Carmen Laforet (1921–2004)
- Luis Martín-Santos (1924–1964)
- Carmen Martín Gaite (1925–2000)
- Ana María Matute (1925–2014)
- Josefina Rodríguez de Aldecoa (1926–2011)
- Jesús Fernández Santos (1926–1988)
- Rafael Sánchez Ferlosio (1927–2019)
- Juan Benet (1927–1993)
- José Agustín Goytisolo (1928–1999)
- Juan García Hortelano (1928–1992)
- Corín Tellado (1927–2009)
- Juan Goytisolo (1931–2017)
- Javier Tomeo (1932–2013)
- Juan Marsé (1933–2020)
- Rosa Regàs (1933–2024)
- Luis Goytisolo (* 1935)
- Esther Tusquets (1936–2012)
- Manuel Vázquez Montalbán (1939–2003)
- José María Merino (* 1941)
- Eduardo Mendoza (* 1943)
- Cristina Fernández Cubas (* 1945)
- Adelaida García Morales (1945–2014)
- Juan José Millás (* 1946)
- Montserrat Roig (1946–1991)
- Soledad Puértolas (* 1947)
- Enrique Vila-Matas (* 1948)
- Luis Landero (* 1948)
- Rafael Chirbes (1949–2015)
- Javier Marías (1951–2022)
- Rosa Montero (* 1951)
- Arturo Pérez-Reverte (* 1951)
- Jesús Ferrero (* 1952)
- Julio Llamazares (* 1955)
- Antonio Muñoz Molina (* 1956)

#### Lyrik
- Francisco Villaespesa (1877–1936)
- Luis Rosales (1910–1992)
- Gabriel Celaya (1911–1991)
- Blas de Otero (1916–1979)
- José Hierro (1922–2002)
- José Agustín Goytisolo (1928–1999)
- José Ángel Valente (1929–2000)
- Jaime Gil de Biedma (1929–1990)
- Antonio Colinas (* 1946)
- Jaime Siles (* 1951)

## 21. Jahrhundert
Um die Jahrhundertwende bestand die außergewöhnliche Situation, dass mehrere Autorengenerationen gleichzeitig produktiv waren; zugleich gab es bis zur globalen Finanzkrise einen deutlichen Aufschwung des Buchmarktes, unterstützt durch zahlreiche Preise, Stipendien und Übersetzungsförderungsprogramme für junge Autoren. Doch erst im 21. Jahrhundert machte man sich an die gründliche Aufarbeitung des Bürgerkriegs, der von der vorherigen Generation oft verdrängt wurde, und der Hintergründe des Putsches vom Februar 1981.

### Verarbeitung der Vergangenheit
Der Aufarbeitung des Bürgerkriegs widmeten sich insbesondere Antonio Muñoz Molina, Almudena Grandes, Javier Cercas und Aroa Moreno Durán. Muñoz Molina hat in seinem Roman Die Nacht der Erinnerungen (La noche de los tiempos, 2009; dt. 2011) historische Ereignisse kurz vor Ausbruch des spanischen Bürgerkriegs mit einer Liebesgeschichte seines Protagonisten, den politischen Verwerfungen und Verrat innerhalb von dessen Familie verknüpft.

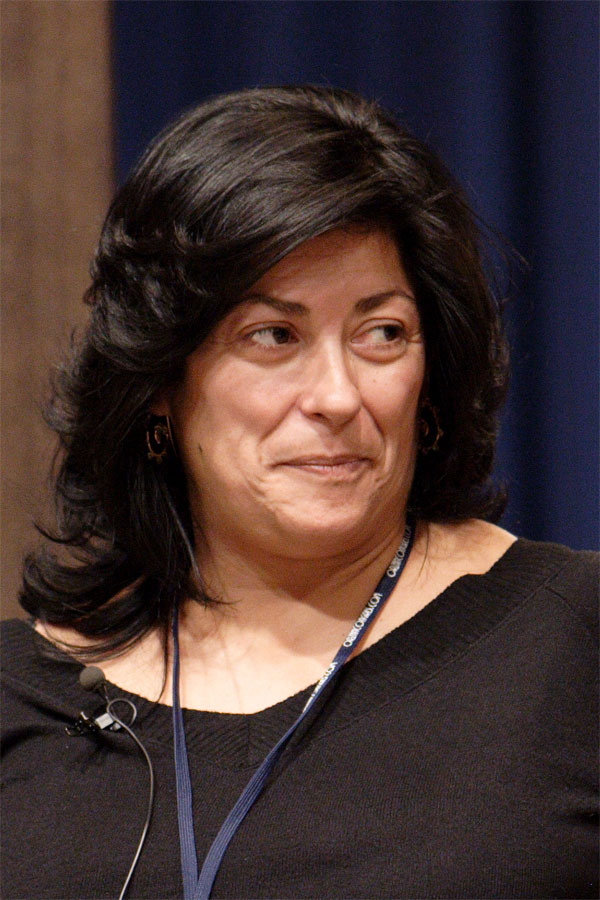
Almudena Grandes

Almudena Grandes hat in vier ihrer seit 2000 publizierten sieben Romane die Auswirkungen des Bürgerkriegs auf die Nachkommen sowohl der Opfer als auch der Täter bis in die Gegenwart thematisiert, so etwa in Das gefrorene Herz (El corazón helado, 2007; dt. 2009). Die Ereignisse während des Bürgerkriegs und bis zum Ende des Franco-Regimes sind Thema ihrer Romane Inés und die Freude (Inés y la alegría, 2012; dt. 2016), Der Feind meines Vaters (El lector de Julio Verne, 2012; dt. 2012) und Die drei Hochzeiten von Manolita (Las tres bodas de Manolita, 2022).
Der Bürgerkrieg stellt also nach wie vor die große traumatische Zäsur des 20. Jahrhunderts in Spanien dar, deren literarische (und politische) Aufarbeitung bis heute andauert. Auch Jahrzehnte nach seiner Beendigung und der Überwindung des Franco-Regimes besteht noch ein außerordentlich großes Interesse an der Aufdeckung brutaler und subtiler Methoden von Verfolgung und Zerstörung, die sich teils quer durch die Familien zogen. Javier Cercas zeigt die Risse, die seither die spanische Gesellschaft durchziehen. In „Soldaten von Salamis“ (dt. 2002) versucht er sich in einen Falangistenführer hineinzuversetzen. „Der falsche überlebende“ erzählt die wahre Geschichte eines Mitläufers, der sich als ehemaliger KZ-Insasse und Widerstandskämpfer ausgibt. In Terra alta geht es um Rachemorde eines Polizisten.
Der Bürgerkrieg ist Thema auch bei Autorinnen und Autoren, die erst nach Ende des Franco-Regimes geboren sind. So hat die 1981 geborene Aroa Moreno Durán das Leben und Schicksal einer zu Anfang der 1950er Jahre in die DDR geflüchteten kommunistischen spanischen Familie bis nach dem Fall der Mauer und der Wiedervereinigung in ihrem Roman Die Tochter des Kommunisten (La hija del comunista, 2017; dt. 2022) beschrieben. In La Bajamar (2022) thematisiert sie den Bürgerkrieg anhand der Schicksale dreier Frauengenerationen einer Familie im Baskenland.
Die seit 2000 entstandenen Werke von Antonio Muñoz Molina weisen ein außerordentlich breites Themenspektrum auf: Es reicht von der Situation der Juden in Spanien durch die Jahrhunderte in seinem Roman Sepharad (2001) über die Raumfahrt-Ambitionen eines Bauernjungen, der seinem sehr eingeschränkten ländlichen Leben entfliehen will, in Mondwind (El viento de la luna, 2006) bis hin zu Großstadt-Impressionen in Ventanas de Manhattan (2006) und Gehen allein unter Menschen (Andar solitario entre la gente, 2018; dt. 2021). Lebenswege von Menschen, die sich in derselben Stadt zu unterschiedlichen Zeiten kreuzen, sind Thema von Schwindende Schatten (Como la sombra que se va, 2014; dt. 2019). Sein neuestes Werk Tage ohne Cecilia (Tus pasos en la escalera, 2019; dt. 2022) macht das Verhältnis von Erinnerung und Ängsten im Anschluss an das traumatische Erlebnis des 11. September 2001 in einem Beziehungsdrama zum Thema.

### Literatur der Krise

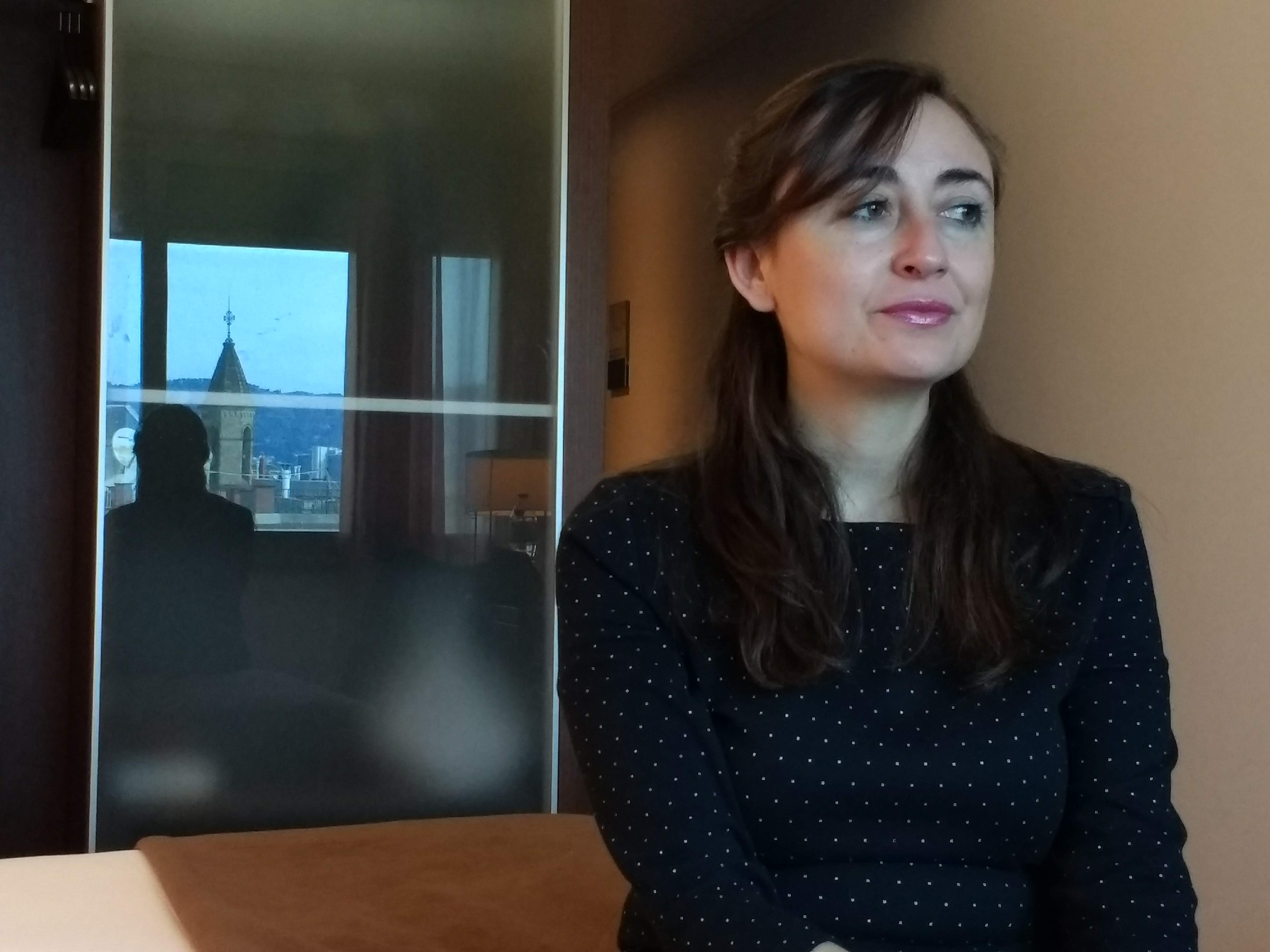
Elvira Navarro (2018)

## Regionalsprachliche spanische Literatur: Zunehmender Sprachenpluralismus

Sprachen in Spanien: